# Czesław Parzych
Czesław Parzych (ur. 21 grudnia 1938 w Durlasach) – regionalista i poeta z kurpiowskiej Puszczy Zielonej.

## Życiorys
Absolwent Szkoły Podstawowej w Lelisie oraz Liceum Ogólnokształcącego w Ostrołęce. Od 1960 związany pracą zawodową z Ostrołęką, gdzie mieszka. Pracował w PZU, Kinie „Jantar”, Urzędzie Miasta, Izbie Skarbowej i Muzeum Okręgowym (dziś Muzeum Kultury Kurpiowskiej). Od 2005 przebywa na emeryturze. 
Autor artykułów o tematyce regionalnej oraz wielu opracowań, m.in. Mówi do nas poprzez wieki ciszy (1988), Sala Wiktora Gomulickiego (1988), Sto lat kolei w Ostrołęce (1993), Cmentarz parafialny w Ostrołęce (1997), 600 lat parafii w Ostrołęce (1999), Ostrołęckie pomniki (z E. Nowicką; 1999). Wydał kilkanaście tomików poezji, m.in. Ponad wołaniem moim (1975), Z nauki oczyszczenia (1982), Dotyk cienia (1984), Płonący wiatr (1985) oraz zbiorów opowiadań Biały cień (1986) i Zatrzymane w spojrzeniu (2000). Publikował w „Zeszytach Naukowych Ostrołęckiego Towarzystwa Naukowego” i czasopiśmie „Kurpie”. 
Prowadzi Kronikę Miasta Ostrołęki liczącą 70 tomów. Członek Grupy Literackiej „Narew”, później Klubu Literackiego „Narew”. Długoletni członek Związku Literatów Polskich, Towarzystwa Przyjaciół Ostrołęki, Ostrołęckiego Towarzystwa Naukowego oraz Związku Kurpiów. Uhonorowany Odznaką „Za Zasługi dla Miasta Ostrołęki”, laureat I Nagrody w Konkursie im. Wiktora Gomulickiego oraz nagrody Prezesa Związku Kurpiów Kurpik 2002 w kategorii Nauka i pióro. W 2020 otrzymał nagrodę prezydenta Ostrołęki za osiągnięcia w dziedzinie twórczości artystycznej, upowszechniania i ochrony kultury.